# Río Llollelhue
El río Llollelhue es un curso natural de agua que drena las aguas entre el lago Ranco y la cuenca del río Valdivia para desaguarlas en el río Bueno. Pertenece a la Región de Los Ríos, Chile. 

## Trayecto
Nace al norte del lago Ranco, en las inmediaciones de Futrono, pasando por la comuna de Paillaco;  y en su curso inferior se asienta la ciudad de La Unión. 
Es el principal afluente del Río Bueno desde su ribera norte; ya que el río Bueno no recibe afluentes notables por esa ribera, a excepción de esteros de escaso desarrollo. Su une al río Bueno a poco más de 2 km al oriente de la unión del río Pilmaiquén con el Río Bueno.

## Caudal y régimen
La información recopilada por la Muincipalidad de Paillaco desde la Dirección General de Aguas permite deducir que el río tiene un comportamiento pluvial, con crecidas asociadas a las precipitaciones invernales y menor actividad en verano.
| Año  | ene   | feb | mar | abr | may   | jun   | jul   | ago   | sep   | oct   | nov  | dic   |
| 2012 | s/i   | s/i | s/i | s/i | 18,51 | 28,63 | 29,60 | 28,09 | 21,83 | 11,37 | 8,61 | 13,56 |
| 2013 | 13,60 | s/i | s/i | s/i | s/i   | s/i   | s/i   | s/i   | s/i   | s/i   | s/i  | s/i   |

s/i: sin información.

## Historia
Francisco Astaburuaga escribió en 1899 en su obra póstuma Diccionario geográfico de la República de Chile sobre el río:
Llollelhue.-—Río del departamento de la Unión de ligero caudal, que tiene origen hacia el extremo norte del lago de Ranco, desde donde se dirige más ó menos al SO., pasa por el lado oriental de la ciudad de la Unión, recibe al Radimadi y va á echarse en la derecha del Río Bueno poco más arriba de Trumao. Tiene puente frontero á dicha ciudad y un principal tributario, que es el Radimadi. Algunos han inmutado el nombre en Toyelhue y Yoyelhue.